# Crazy Jane
Crazy Jane é uma personagem criada por Grant Morrison e Richard Case para sua versão da Patrulha do Destino na Vertigo Comics. Ela aparece pela primeira vez em Doom Patrol Volume 2 #19 (Fevereiro de 1989). De acordo com o posfácio da primeira coleção comercial em brochura da Patrulha do Destino de Morrison, ela é baseada em Truddi Chase. Morrison estava lendo sua autobiografia, "When Rabbit Howls", enquanto construía sua história da Patrulha do Destino.
Crazy Jane tem sua primeira adaptação em live-action ao fazer parte do elenco principal da série de televisão Doom Patrol do serviço de streaming da DC, sendo interpretada por Diane Guerrero.

## Biografia da personagem
Jane Morris é a dominante personalidade alternativa de Kay Challis, que sofre de transtorno dissociativo de personalidade. Como resultado da "bomba gene" da raça alienígena Dominadores, cada uma de suas 64 personalidades alternativas tem um super-poder diferente.
Kay Challis foi molestada por seu pai, começando quando ela tinha cinco anos de idade. A primeira vez que seu pai a molestou, ela estava juntando um quebra-cabeça; este seria um símbolo importante em seu futuro. Kay finalmente é "removida" completamente e é substituída por uma personalidade alternativa que responde pelo nome "Miranda". Em um Domingo de Páscoa, Miranda é vítima de estupro em uma igreja, provocando flashbacks de seu abuso anterior, sendo assim, a destruição da personalidade de "Miranda" e a conclusão da fragmentação massiva da personalidade. Kay é mandada para uma instituição mental logo depois.
Quando a bomba-gene explode, Jane e todas as suas personalidades são afetadas; e cada personalidade ganha um poder diferente (por exemplo, Black Annis tem garras retráteis, Flit pode se teletransportar, Hammerhead tem Superforça, etc.). O Homem-Robô estava hospedado na mesma instituição que Jane quando Will Magnus pede a Cliff para cuidar dela, o que leva Jane a se tornar uma integrante da Patrulha do Destino.
Perto do final da história de Grant Morrison da "Patrulha do Destino", Jane faz uma peregrinação de volta à sua casa de infância, enfrentando o seu próprio trauma e superando-os. Isso traz paz ao seu tumulto interno e suas personalidades se integram em facetas de uma personalidade mais normal, embora ainda complexas.
Infelizmente, ao retornar à Patrulha do Destino, Jane é atacada pelo Candlemaker e jogada em outra dimensão, semelhante ao mundo real, onde ela é internada como esquizofrênica e tratada por terapia eletroconvulsiva. Cliff eventualmente resgata Jane da outra dimensão e vive com ela em "Danny, o Mundo", anteriormente "Danny, a Rua".
Na história de Rachel Pollack, é revelado que o alter ego de Jane ainda existe, e Cliff a deixa e retorna à Terra. Os dois se separaram devido a constantes discussões, na maioria das vezes era culpa de Cliff, pois Cliff sentia medo dela.
Jane faz uma aparição em "Teen Titans #36", onde ela é vista em "Danny, o Mundo" através de um portal em Dayton Manor na cidade de Praga. Ela retorna em Doom Patrol #7, escrito por Keith Giffen, em Oolong Island, chamando por Cliff e carregando com ela os restos mortais de "Danny, a Rua". Danny agora foi reduzido a um único tijolo, fazendo dele "Danny, o Tijolo". Jane diz: "Se você construir, ele virá", embora ela não explique mais.
Jane, em seguida, viaja ao redor do Universo juntamente com "Danny, o Tijolo", mostrando-lhe muitas maravilhas. Um homem chamado "D" então usa "Danny, o Tijolo" para matar um Deus e faz surgir outra manifestação da personalidade de Jane. Essa manifestação inicia um culto e planeja difundir as personalidades da Crazy Jane entre os sessenta e três membros do culto e depois matar os cultistas. Ela é impedida pela Patrulha do Destino que retorna Jane como a personalidade dominante de Kay Challis.
Jane agora aceita sua doença mental, não mais tentando curá-la apenas tentando administrá-la. O Homem-Robô a ajuda e começa a aceitar seu distúrbio de personalidade.

## Personalidades
As personalidades de Crazy Jane são organizadas em uma rede de metrô mental chamada Underground. Cada personalidade tem sua própria "estação", que parece servir de lar quando não estão no controle. Na parte inferior do subsolo existe um poço onde as personalidades podem se destruir. Este é o lugar onde Miranda foi morta. O Well abriga a personalidade "Daddy" da mente de Jane.
- The Engineer: Ela auxilia a Driver 8 na manutenção do Underground.
- The Hangman's Beautiful Daughter: Uma artista com o poder de ativar psiquicamente suas pinturas; cujo nome é tirado do título de um álbum da banda Incredible String Band. No Underground ela aparece vestida como Frida Kahlo. Se mostra uma das personalidades mais cordiais e bondosas, que não mostra muita agressividade em comparação com as outras.
- The Nun: Uma curiosa freira que segura uma motosserra.
- Baby Doll: Uma personalidade com poderes telecinéticos (habilidade raramente vista) infantil que acredita que tudo é adorável. É uma das poucas personalidades que ainda confia nos homens.
- The Secretary: Uma pessimista pura e metódica que raramente demonstra emoções. No underground, essa personalidade aparece como uma mulher vestida de terno. Ela se preocupa com questões práticas e logísticas. Demonstra ter super velocidade.
- The Weird Sisters: Três personalidades em uma, retratadas como uma velha de três cabeças. Elas são conhecidas por darem "conselhos" a qualquer personalidade do Underground que as busque, tendo feito isso no passado para a antiga personalidade primária Miranda . Quando Jane, a personalidade atual, procurou ajuda, as Irmãs deram o mesmo conselho, que era procurar o Poço, onde seria destruída no final.
- Baby Harlot: Uma mistura de Baby Doll e Scarlet Harlot.
- Bizzie Lizzie Borden: Desconhecida. Não se sabe se é uma personalidade real ou apenas um alter ego de Jane.
- Black Annis: Uma personalidade agressiva equipada com garras afiadas, olhos vermelhos e pele azul. Na série de TV, ela monta guarda na estação que prende o Daddy. Também é uma misandrista, que odeia homens, então ela nunca deixa nenhum homem passar por ela.
- Blood of the Lamb: Uma personalidade coberta da cabeça aos pés com sangue vindo de feridas desconhecidas ou inexistentes, relembrando o trauma acontecido na igreja.
- Bubble: Não se sabe muito sobre ela, mas seu nome está visível no mapa do Underground, ao lado de Rain Brain e Lucy Fugue.
- Butterfly Baby: Constantemente sofre de dor em um nível de Hellraiser, na parte mais profunda da mente de Jane.
- Crazy Jane: A personalidade dominante. Sem poderes. Seu nome é derivado de um personagem de vários poemas de Yeats, bem como a pintura homônima de Richard Dadd mencionado na história de Morrison, edição número 30, página 13.
- Daddy: Um monstro gigante feito à base de insetos e peças de quebra-cabeça, ele representa a grotesca figura paterna de Jane. Foi destruído.
- Dr. Harrison: Possui uma mecha branca nos cabelos e olhos azuis. Capaz de discutir telepaticamente os traumas da infância de outras pessoas. Poder de influenciar quem ouve sua voz. Insano. Demonstra ser uma personalidade forte. Chegou a dominar a superfície uma vez e nomear uma cidade de Janestown, mas foi destruído como uma entidade maligna.
- Driver 8: Condutora do metrô que transporta as personalidades para a superfície, nome inspirado na canção de R.E.M. O chapéu da Driver 8 tem um símbolo do infinito (um "8" deitado) nele.
- Driller Bill: Uma mulher afro-americana. Mesmo nível agressivo que Hammerhead.
- Flaming Katy: Ela é uma pirocinética, fica profunda no Underground por não gostar de comunicações.
- Flit: Ela pode se teletransportar para qualquer lugar. Se veste com a moda do final dos anos 80.
- Hammerhead: Ela é muito agressiva com todos. Super força.
- Jack Straw: Um espantalho vivo.
- Jeann: Sua "estação" pode ser vista quando Cliff estava caindo na mente de Jane.[4]
- Jill-in-Irons: Ela está envolta em grandes correntes. Possivelmente uma referência a "Jack-In-Irons".
- K-5: A Kay Challis original, que desapareceu aos 5 anos. Ela está "dormindo" em uma das estações mais fundas do Underground.
- Karen: Uma personalidade alegre, mas instável, com o poder de lançar "feitiços de amor". Adora romancistas dos anos 90 e seu namorado, Doug.
- Kit W'the Canstick: Uma velha que carrega uma vela queimada.
- Lady Purple: Ela pode ver o futuro, mas raramente fala; seu nome possivelmente vem da música "Christine" da banda Siouxsie and the Banshees.
- Liza Radley: Uma personalidade normal, despertada como resultado de um ambiente amoroso, que empurra Jane para a recuperação. As outras personalidades não sabem como reagir a Liza e se sentem ameaçadas por ela. Ela recebeu o nome de uma música da banda The Jam, do single "Start!".
- Lucy Fugue: Ela tem ossos radioativos e pele transparente. Ela também pode gerar vibrações harmônicas, um poder que ela usou para derrotar o Antigod. Atualmente na série live action ela possui poderes elétricos.
- Mama Pentecost: Especialista em solucionar enigmas e criptogramas.
- Merry Andrew: Veste-se como a Arlequina e carrega brinquedos.
- Miranda: A antiga personalidade dominante; ela se destrói depois do incidente na igreja. Sua "estação" agora é ocupada por algum horror indescritível, visível à distância apenas como uma luz estranha, que somente o Driver 8 pode ver sem ser destruído pela visão (ela cobre os olhos de Cliff enquanto eles passam por essa área). A estação de Miranda, de acordo com a série live action, é povoada por corpos pendurados em cordas e almas torturadas.
- No One: Ela é muito agressiva; foi capaz de sentir o Quinto Cavaleiro e a pintura antes de ser ativada.
- Penny Farthing: Ela fala com uma gagueira quando está na superfície, mas fala normalmente no subsolo. O trabalho dela é correr. Uma Penny Farthing é o nome Inglês para as primeiras bicicletas que tinham rodas de tamanhos diferentes.
- Pepper's Ghost
- Pretty Polly: Usa um vestido vitoriano preto e tem um X gravado em seus olhos. Durante sua aparição no live-action, ela demonstra odiar uma música qual Karen canta com seu nome, parece assustá-la.
- Rain Brain: Ela fala em um fluxo de consciência e pode assumir uma forma imaterial abstrata.
- Scarlet Harlot: Uma ninfomaníaca com o poder de criar projeções de ectoplasma e absorver energia psicossexual.
- Sex Bomb:  Ela explode quando fica sexualmente excitada.
- Silver Tongue: As palavras ditas por ela são atualizadas em fonte prateada e podem ser usadas como armas afiadas.
- Sylvia: Ela suporta o medo de Jane de claustrofobia. Ela está trancada dentro de uma pequena sala, recitando fragmentos de poemas. Ela acredita que, se conseguir juntar os fragmentos, pode usá-los como chave para sair da sala.
- Spinning Jenny: Propensa a ataques de pânico.
- Stigmata: Ela sangra de suas mãos e pés e revive o incidente da igreja interminavelmente.
- Sun Daddy: Uma figura gigantesca com um "sol" na cabeça com o poder de lançar bolas de fogo.
- The Hell Singer
- The Pointman: Ele auxilia o Driver 8 na manutenção do Underground.
- The Shapeless Children: Repete constantemente "Daddy don' do it" (Papai não faça isso).
- The Snow Queen
- The Sin-Eater: Ela acreditava que ela deveria sofrer por seus pecados. Jane a traz para fora como uma defesa quando é torturada.
- The Signal-Man

Ainda há outras personalidades em Jane que ainda não foram devidamente identificadas. Eles incluem: Uma garota ruiva com uma marca de beleza em um vestido vermelho, alguém em um equipamento de gladiador, um em equipamento de motociclista, uma menina ruiva estudante, um menino com cabelo loiro curto, uma pessoa com uma cabeça alaranjada de formato estranho e uma mulher cujo rosto está sombreado.

## Em outras mídias
Diane Guerrero interpreta Crazy Jane na série que conta a história do grupo apresentado em Titans, Doom Patrol (não é um spin off), do serviço de streaming DC Universe.